# 충주시의 마천루 목록
대한민국 충청북도 충주시의 마천루 목록이다. 대한민국의 「초고층 및 지하연계 복합건축물 재난관리에 관한 특별법」에 따르면 '초고층 건축물' 이란 층수가 50층 이상 또는 높이가 200m 이상인 건축물을 말한다.

## 마천루 순위
본 목록은 완공되었거나, 상량식을 끝낸 마천루이다.
| 순위 | 이름                       | 사진 | 위치   | 높이 | 층수 | 완공 연도 | 비고   |
| ---- | -------------------------- | ---- | ------ | ---- | ---- | --------- | ------ |
| 1=   | 충주 센트럴 푸르지오 104동 |      | 연수동 | 117m | 39층 | 2018년    | [ 1 ]  |
| 1=   | 충주 센트럴 푸르지오 103동 |      | 연수동 | 117m | 39층 | 2018년    | [ 2 ]  |
| 1=   | 충주 센트럴 푸르지오 102동 |      | 연수동 | 117m | 39층 | 2018년    | [ 3 ]  |
| 1=   | 충주 센트럴 푸르지오 101동 |      | 연수동 | 117m | 39층 | 2018년    | [ 4 ]  |
| 5=   | 충주 모아미래도 101동      |      | 봉방동 | 90m  | 30층 | 2023년    | [ 5 ]  |
| 5=   | 충주 모아미래도 102동      |      | 봉방동 | 90m  | 30층 | 2023년    | [ 6 ]  |
| 7=   | 충주 푸르지오 101동        |      | 봉방동 | 83m  | 29층 | 2014년    | [ 7 ]  |
| 7=   | 충주 푸르지오 102동        |      | 봉방동 | 83m  | 29층 | 2014년    | [ 8 ]  |
| 7=   | 충주 푸르지오 104동        |      | 봉방동 | 83m  | 29층 | 2014년    | [ 9 ]  |
| 7=   | 충주 푸르지오 105동        |      | 봉방동 | 83m  | 29층 | 2014년    | [ 10 ] |
| 7=   | 충주 푸르지오 106동        |      | 봉방동 | 83m  | 29층 | 2014년    | [ 11 ] |
| 12   | 충주 모아미래도 103동      |      | 봉방동 | 78m  | 26층 | 2023년    | [ 12 ] |
| 13   | 연수 L팰리스               |      | 연수동 | 75m  | 20층 | 2017년    | [ 13 ] |
| 14   | 충주호리조트관광호텔       |      | 동량면 | 69m  | 20층 | 1990년    | [ 14 ] |
| 15   | 충주시청사                 |      | 금릉동 | 60m  | 11층 | 1997년    | [ 15 ] |

## 같이 보기
- 충주시
- 마천루 목록
- 아시아의 마천루 목록
- 대한민국의 마천루 목록